# Salim İyik
Salim İyik (* 3. Februar 1998 in Izmir) ist ein türkischer Fußballspieler.

## Karriere
İyik kam in Konak, einem Stadtteil der westtürkischen Metropole Izmir auf die Welt und begann 2006 in der Jugend von Göztepe Izmir mit dem Vereinsfußball.
Gegen Ende der Saison 2014/15 wurde er erst am Training der Profimannschaft beteiligt und gab schließlich am 13. März 2015 in der Auswärtsligapartie gegen Diyarbakır Büyükşehir Belediyespor sein Profidebüt. Zum Start der Rückrunde hatte er von seinem Klub auch einen Profivertrag erhalten. Mit diesem Debüt gehörte er auch zu jener Mannschaft, die Meister der TFF 2. Lig wurde und damit den Aufstieg in die TFF 1. Lig erreichte. Im Sommer 2017 stieg er mit seinem Verein durch den Play-off-Sieg in die Süper Lig auf.
Für die Saison 2017/18 lieh ihn sein Verein an den Drittligisten Bodrum Belediyesi Bodrumspor  und für die Saison 2018/19 an Muglaspor aus.
Im Sommer 2019 verließ er Göztepe endgültig und wechselte zum Istanbuler Drittligisten Pendikspor.

## Erfolg
Mit Göztepe Izmir
- Meister der TFF 2. Lig und Aufstieg in die TFF 1. Lig: 2014/15